# Мобли, Луис
Луис Роберт Мобли (англ. Louis Robert “Lou” Mobley) (22.01.1915, штат Джорджия, США — 13.11.1987, Элликотт, округ Хауард, штат Мэриленд, США) — американский экономист, основатель и директор в 1956—1970 годах IBM Executive School, автор матрицы Мобли.

## Биография
Луис Мобли родился 22 января 1915 года в штате Джорджия, США в семье Луиса Роберта Мобли (1889—1959) и Мэри Мобли (1893—1968).
Луис Мобли закончил по специальности инженер Технологический институт Джорджии в 1939 году.
Свою трудовую деятельность начал в 1939 году в «Tabulating, Calculating and Recording Company» в Атлантe, затем стал советником, правой рукой Томаса Уотсона (младшего). В 1956 году основал Школу руководителей ИБМ, стал директором и проработал на этой должности до 1970 года, когда ушёл в отставку. В 1970 году основал свою консалтинговую фирму Mobley&Associates, где проработал до 1987 года.
13 ноября 1987 года Луис Мобли скончался от остановки сердца во время операции.

## Вклад в науку
Первый компьютер IBM
Луис Мобли был членом рабочей группы из пятнадцати человек, разработавшей первый компьютер IBM.
Методика Мобли
По мнению Августа Турака Школа руководителей IBM при Мобли учила руководителей творчески мыслить, а не читать финансовые отчёты:
1. Мобли считал, что традиционные методы обучения (чтение книг, слушание лекций, тестирование и запоминание) бесполезны и контрпродуктивны. Большинство образовательных программ фокусировались на предоставлении ответов в линейном пошаговом порядке, а необходимо задавать радикально отличающиеся вопросы нелинейным способом — это ключ к творчеству.
2. Задумка Мобли состояла в том, что развить творчество в руководителях: не добавлять больше предположений, а переворачивать существующие предположения. Руководителей IBM выбивали из своей зоны комфорта, заставляли смущаться, разочаровываться и даже приводили в бешенство различными способами. Именно опыт унижения для горячих руководителей с здоровым эгоизмом давал результат. Мобли шёл на такой риск, чтобы получить реакцию «Вау, я никогда не думал об этом раньше!»
3. Мобли реализовывал идею, что творчеству не учатся, а становятся. Новобранец морской пехоты не учится быть морским пехотинцем, читая инструкцию, а становится им, проходя через тяготы учебного лагеря. Подобно гусенице, превращающейся в бабочку, он превращается в морского пехотинца. Школа Мобли представляла собой 12-недельный экспериментальный учебный лагерь. Занятия, лекции и книги были заменены загадками, симуляциями и играми. Подобно психологам, Мобли и его сотрудники постоянно придумывали эксперименты, в которых «очевидный» ответ никогда не был адекватным. Шок и благоговейный трепет были использованы для того, чтобы открыть его ученикам альтернативные способы мышления.
4. Мобли утверждал, что самый быстрый способ стать творческой личностью — это общаться с творческими людьми, независимо от того, насколько глупо они заставляют нас чувствовать себя. Ранний эксперимент в области управляемого хаоса, школа была бессистемной, неструктурированной средой, где большая часть преимуществ накапливалась за счет взаимодействия между сверстниками, в основном неформального и оффлайнового.
5. Мобли обнаружил, что творчество тесно связано с самопознанием: невозможно преодолеть предубеждения, если мы не знаем, что они существуют. Школа Мобли была задумана как одно большое зеркало.
6. Мобли разрешил своим ученикам ошибаться. Каждая великая идея вырастает из почвы сотен плохих идей, и единственная самая большая причина, по которой большинство из нас никогда не оправдывает свой творческий потенциал, — это страх выставить себя дураком. Для Мобли не существовало плохих идей или неправильных идей, а только строительные блоки для ещё лучших идей.

Матрица Мобли
В 1957 году Мобли предложил использовать обобщающую отчёт-таблицу. По мнению ряда экономистов матрица Мобли — это инструмент контроля за движением денежных средств на предприятии, составленной на основе финансовой отчетности.